# Tricycleala
Tricycleala är ett släkte av tvåvingar. Tricycleala ingår i familjen spyflugor.
Kladogram enligt Catalogue of Life:
| Tricycleala | \| \| Tricycleala dubia \| \| \| \| \| \| Tricycleala maculipennis \| \| \| \| |
|             | \| \| Tricycleala dubia \| \| \| \| \| \| Tricycleala maculipennis \| \| \| \| |
|             | Tricycleala dubia                                                              |
|             |                                                                                |
|             | Tricycleala maculipennis                                                       |
|             |                                                                                |